# Factor Racing
Das Team Factor Racing ist ein slowenisches Radsportteam mit Sitz in Kranj.

## Geschichte
Bereits im Jahr 1957 wurde der Kolesarski klub Kranj (Radsportklub Krainburg) gegründet, der sich vorrangig der Förderung des slowenischen Nachwuchses im Radsport verschrieben hat. Von 2005 bis 2013 war die Männermannschaft unter dem Namen Sava als UCI Continental Team lizenziert und nahm hauptsächlich an Rennen der UCI Europe Tour teil. Sponsor war der gleichnamige Autoreifen-Hersteller Sava aus Kranj. Das Team brachte mehrere bekannte Radrennfahrer hervor, unter anderem Luka Mezgec und Matej Mohorič.
Von 2014 bis 2021 war die Mannschaft nicht mehr bei der UCI registriert. Seit der Saison 2022 ist sie erneut im Besitz einer Lizenz als Continental Team, 2024 war Sava erneut Titelsponsor. Seit der Saison 2025 ist der Fahrradhersteller Factor bikes Fahrradausrüster und Titelsponsor des Teams.

## Saison 2025
Mannschaft
| Teamkader 2025          | Teamkader 2025     | Teamkader 2025 | Teamkader 2025                          |
| Name                    | Geburtsdatum       | Land           | Vorheriges Team                         |
| ----------------------- | ------------------ | -------------- | --------------------------------------- |
| Henrique Avancini       | 30. März 1989      | Brasilien      |                                         |
| Adam Bradáč             | 20. Juni 2006      | Tschechien     |                                         |
| Maj Flajs               | 28. Januar 2005    | Slowenien      |                                         |
| Marcel Gladek           | 31. Juli 2005      | Slowenien      |                                         |
| Nejc Komac              | 20. Juni 2003      | Slowenien      |                                         |
| Jaka Marolt             | 21. September 2005 | Slowenien      |                                         |
| Sven Aleksander Mernik  | 14. Juni 2006      | Slowenien      |                                         |
| Gal Oblak               | 25. August 2006    | Slowenien      |                                         |
| Grega Podlesnik         | 29. Juli 2004      | Slowenien      |                                         |
| Paul Wright             | 3. Februar 1998    | Neuseeland     | REMBE Pro Cycling Team Sauerland (2024) |
|                         |                    |                |                                         |
| Quelle: ProCyclingStats |                    |                |                                         |

Erfolge
| Siege | Siege  | Siege | Siege  | Siege  | Siege |
| Datum | Rennen | Staat | Klasse | Sieger |       |
| ----- | ------ | ----- | ------ | ------ | ----- |

## Saisonerfolge ab 2022
| Rennserie                 | 2022 | 2023 | 2024 |
| ------------------------- | ---- | ---- | ---- |
| UCI ProSeries             | -    | -    | -    |
| UCI Continental Circuits  | -    | -    | 1    |
| nationale Meisterschaften | 1    | 1    | -    |

## Saisons 2010 bis 2012
- Sava/Saison 2010
- Sava/Saison 2011
- Sava/Saison 2012

## Platzierungen in UCI-Ranglisten
UCI-Weltrangliste
| World Ranking | World Ranking | World Ranking         | World Ranking |
| Jahr          | Teamwertung   | Einzelwertung         |               |
| ------------- | ------------- | --------------------- | ------------- |
| 2022          | 154.          | Luka Turkulov (838. ) |               |
| 2023          | 146.          | Luka Turkulov (641. ) |               |
| 2024          | 128.          | Matic Žumer (830. )   |               |
|               |               |                       |               |
| Quelle: UCI   |               |                       |               |

UCI Asia Tour
| Saison | Mannschaftswertung | Fahrerwertung     |
| ------ | ------------------ | ----------------- |
| 2009   | 31.                | Matej Stare (78.) |
| 2010   | 29.                | Matej Stare (98.) |
| 2011   | -                  | -                 |
| 2012   | 15.                | Luka Mezgec (6.)  |
| 2013   | -                  | -                 |

UCI Europe Tour
| Saison | Mannschaftswertung | Fahrerwertung       |
| ------ | ------------------ | ------------------- |
| 2009   | 47.                | Gašper Švab (87.)   |
| 2010   | 51.                | Blaž Furdi (58.)    |
| 2011   | 53.                | Luka Mezgec (69.)   |
| 2012   | 54.                | Luka Mezgec (34.)   |
| 2013   | 36.                | Matej Mohorič (53.) |